# Поназирєво
Поназирєво також Поназирево
селище міського типу в Костромській області Росії, адміністративний центр Поназирєвського району.
Населення — 4392 людини (2010).
Селище розташоване на річці Неї та її притоці Прудовці, в 383 км на схід від обласного центру Костроми поруч з кордоном Кіровської області. Залізнична станція на лінії Буй — Котельнич. Автомобільні дороги ведуть в місто Шар'я.

## Історія
Село Поназирєво засноване на межі XIX і XX століть, точна етимологія назви наразі невідома. У 1906 році через село пройшла залізниця, побудована станція сприяла розвитку села. У 1945 році село набуло статусу селища, з 1957 року має статус селища міського типу.
До 2005 року діяла Поназирєвська вузькоколійна залізниця (служила для вивезення лісу), довжина якої до кінця 1990-х років становила не менше 42 км. В останні роки існування дороги діяла тільки невелика ділянка в межах селища, його довжина становила 1 кілометр.